# Martin Hess
Martin Hess   (Heilbronn, 6 de febrer de 1987) Martin Hess  és un futbolista alemany. Va començar com a futbolista al TSV Biberach.